# Zanna ascendens
Zanna ascendens är en insektsart som först beskrevs av Victor Lallemand 1959.  Zanna ascendens ingår i släktet Zanna och familjen lyktstritar. Inga underarter finns listade i Catalogue of Life.